# Obłocznik
Obłocznik (Crateromys) – rodzaj ssaków z podrodziny myszy (Murinae) w obrębie rodziny myszowatych (Muridae).

## Rozmieszczenie geograficzne
Rodzaj obejmuje gatunki występujące endemicznie na Filipinach.

## Morfologia
Długość ciała (bez ogona) 255–374 mm, długość ogona 215–390 mm, długość ucha 20–32 mm, długość tylnej stopy 50–73 mm; masa ciała 930–1500 g.

## Systematyka
Rodzaj zdefiniował w 1895 roku angielski zoolog Oldfield Thomas w artykule zatytułowanym „Wstępne diagnozy nowych ssaków z północnego Luzonu, zebrane przez pana Johna Whiteheada”, opublikowanym w czasopiśmie The Annals and magazine of natural history. Gatunkiem typowym jest (oryginalne oznaczenie) obłocznik olbrzymi (C. schadenbergi). 

### Etymologia
Crateromys: gr. κρατερος krateros ‘mocny, silny’; μυς mus, μυoς muos ‘mysz’.

### Podział systematyczny
Do rodzaju należą następujące występujące współcześnie gatunki:
| Grafika | Gatunek                 | Autor i rok opisu            | Nazwa zwyczajowa   | Podgatunki         | Rozmieszczenie geograficzne                                                   | Podstawowe wymiary                              | Status IUCN |
| ------- | ----------------------- | ---------------------------- | ------------------ | ------------------ | ----------------------------------------------------------------------------- | ----------------------------------------------- | ----------- |
|         | Crateromys schadenbergi | (A.B. Meyer, 1895)           | obłocznik olbrzymi | gatunek monotypowy | północny Luzon (Kordyliera Centralna); zakres wysokości: 2000–2500 m n.p.m.   | DC: 30–37 cm DO: 30–39 cm MC: 1,3–1,5 kg        | EN          |
|         | Crateromys heaneyi      | Gonzales & Kennedy, 1996     | obłocznik panajski | gatunek monotypowy | Panay; zakres wysokości: do 400 m n.p.m.                                      | DC: około 28 cm DO: 30–34 cm MC: 930–1042 g     | EN          |
|         | Crateromys paulus       | Musser & Gordon, 1981        | obłocznik leśny    | gatunek monotypowy | Ilin                                                                          | DC: około 25 cm DO: około 21 cm MC: brak danych | DD          |
|         | Crateromys australis    | Musser, Heaney & Rabor, 1985 | obłocznik samotny  | gatunek monotypowy | Dinagat; być może Siargao, Bucas Grande i kilka innych małych pobliskich wysp | DC: około 26 cm DO: około 28 cm MC: brak danych | EN          |

Kategorie IUCN:  EN  – gatunek zagrożony,  DD  – gatunki o nieokreślonym stopniu zagrożenia.
Opisano również gatunek wymarły z holocenu dzisiejszych Filipin:
- Crateromys ballik Ochoa, Mijares, Piper, Reyes & Heaney, 2021